# Уженцев, Валерий Иванович
Валерий Иванович Уженцев (10 марта 1928 года — 28 марта 2008 года, Екатеринбург) — советский и российский тренер и преподаватель по лыжным гонкам. Заслуженный тренер СССР (1964). Судья республиканской категории.

## Биография
Родился 10 марта 1928 года.
В 1950 году окончил Свердловский техникум физической культуры, затем — Ленинградский институт физической культуры им. П. Ф. Лестгафта по специальности «преподаватель физического воспитания».
С 1962 по 1970 год был тренером женской сборной команды СССР по лыжным гонкам, в том числе на Олимпийских играх (1964, 1968), чемпионатах мира (1962, 1966). В 1964 году занесён в Книгу Почета ЦК ВЛКСМ и Союза спортивных обществ и организаций СССР.
В 1967 году возглавил кафедру зимних видов спорта Свердловского (позднее — Уральского) государственного педагогического университета.
С 1968 по 1991 год — член Всесоюзного координационного совета по научно-исследовательским и опытным работам в области лыжного производства. В 1978 году за разработку и внедрение в промышленное производство новых моделей лыж был награжден «Серебряной медалью ВДНХ».
За свою тренерскую карьеру Уженцев лично подготовил 30 мастеров спорта международного класса и мастеров спорта СССР. Наиболее высоких результатов среди его воспитанников добилась Клавдия Боярских, ставшая трёхкратной олимпийской чемпионкой 1964 года, двукратной чемпионкой мира 1966 года.
Скончался 28 марта 2008 года в Екатеринбурге. Похоронен на Восточном кладбище города.

### Семья
Был женат на горнолыжнице Екатерине Максимовне Вогулкиной. Сын — Сергей Валерьевич Уженцев.

## Память
24 мая 2013 года на доме по адресу Агрономическая, 22А, где много лет жил Уженцев, была открыта мемориальная доска.
Ежегодно проводятся соревнования его памяти.

## Награды и звания
- Заслуженный тренер РСФСР (1963).
- Заслуженный тренер СССР (1964).
- Знак Министерства просвещения СССР «За отличные успехи в работе».
- Знак «Ветеран спорта РСФСР».
- Медаль «Ветеран труда».
- Диплом спорткомитета России «За заслуги в развитии лыжного спорта в России» (1995).
- Заслуженный работник физической культуры Российской Федерации (1998)[7].